# Eduard Hagenbach-Bischoff
Eduard Hagenbach-Bischoff (Basileia, 20 de fevereiro de 1833 — Basileia, 23 de dezembro de 1910) foi um físico suíço.
O sistema de votação denominado quota de Hagenbach-Bischoff é denominado em seu nome.
Filho do teólogo Karl Rudolf Hagenbach, estudou física e matemática na Universidade de Basileia (aluno de Johann Rudolf Merian), Universidade de Berlim (aluno de Heinrich Wilhelm Dove e Heinrich Gustav Magnus), Genebra, Paris (aluno de Jules Célestin Jamin), obtendo o doutorado na Universidade de Basileia em 1855. Lecionou na “Gewerbeschule” (escola vocacional) em Basileia e foi após sua habilitação professor de matemática da Universidade de Basileia durante um ano. De 1863 a 1906 foi professor ordinário de física em Basileia (sucessor de Gustav Wiedemann). Em 1874 foi diretor do Instituto de Física do recém fundado “Bernoullianum” em Basileia, e de 1874 a 1879 foi presidente da Academia de Ciências da Suíça.
Hagenbach-Bischoff dedicou-se à popularização da ciência, e no “Bernoullianum” apresentou mais de cem palestras abertas ao público, difundindo em 1896 os recém descobertos raios X. Sua cátedra foi assumida em 1906 por seu filho August Hagenbach.